# Western riding

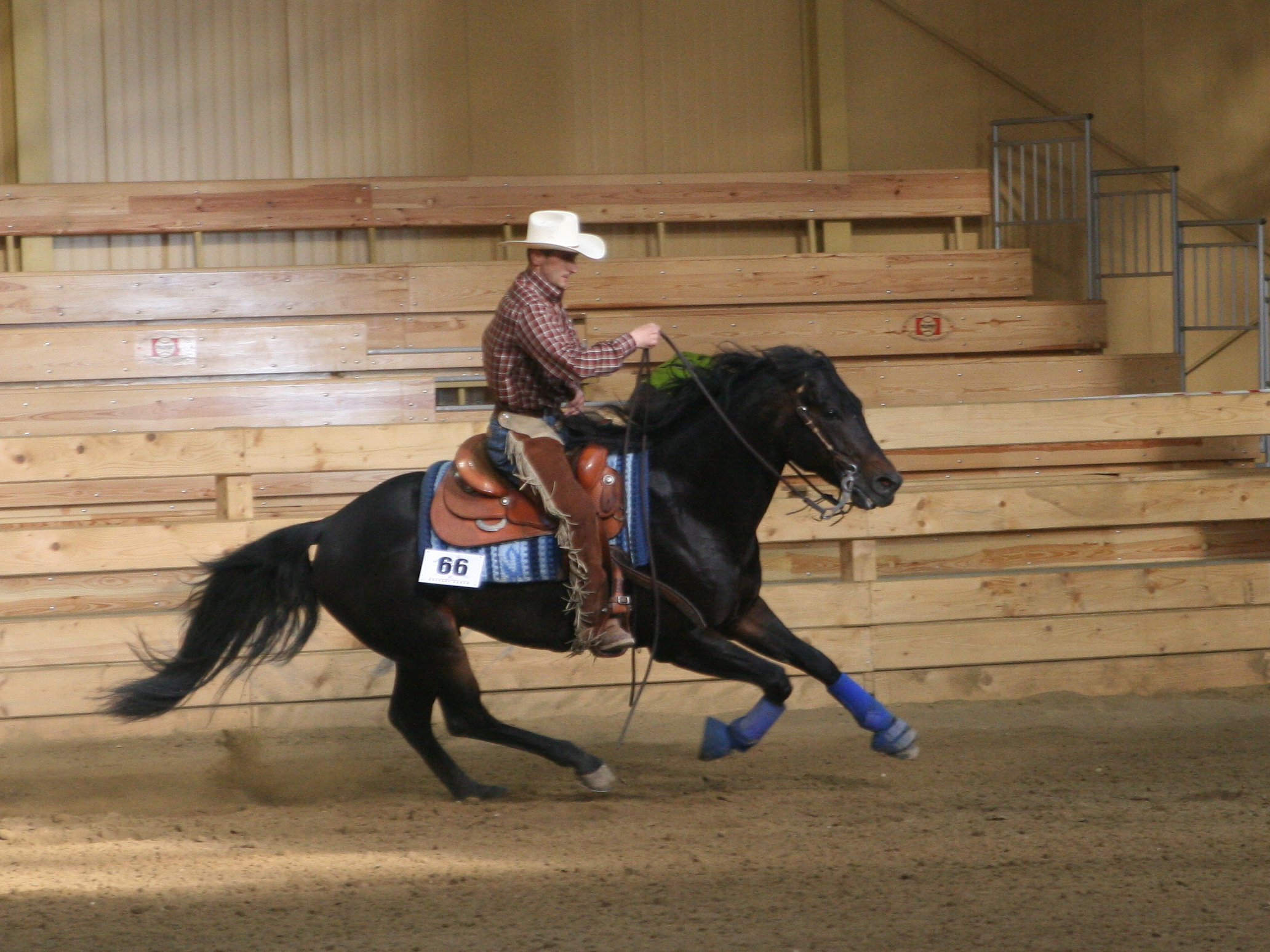
Wielokrotny mistrz Polski, Aleksander Jarmuła, w reiningu, koronnej dyscyplinie Western riding

Western riding – styl jazdy konnej wywodzący się z potrzeby użytkowania koni przez mieszkańców kontynentu amerykańskiego, podczas pracy na farmach i ranczach. W porównaniu do klasycznego (tzw. angielskiego) stylu jazdy, western riding różni się sposobem wyszkolenia konia i jazdy na nim, jak również sprzętem jeździeckim i strojem.
Jazda w tym stylu odbywa się na zupełnie luźnych wodzach w subtelnej i delikatnej komunikacji z perfekcyjnie wyszkolonym koniem. Przez cały okres treningu uczy się konia reagować na coraz lżejsze pociągnięcia za wodze i stopniowo zbliża się ręce coraz bliżej do siebie. Prowadzenie konia odbywa się na zasadach neck reining (przykładanie wodzy do szyi konia) dając efekt komunikacji z koniem przy użyciu jednej ręki.

## HistoriaWestern ridingw Polsce
- W 1990 roku powstało stowarzyszenie „VAQUEROS-Wielkopolski Klub Miłośników Jazdy Western” organizujący szkolenia i zawody Western riding. Twórcą Klubu jest Marek Breś.
- W 1992 roku powstał ośrodek Western Riding Training Center FURIOSO w Starych Żukowicach, powołany przez Annę i Aleksandra Jarmułów.
- W 1998 roku zostało założone przez Aleksandra Jarmułę i Wojciecha Adamczyka, z inicjatywy Jerzego Pokoja (twórcy Western City), „Polskie Stowarzyszenie Western Riding” związane z ośrodkiem westernowym „Furioso” w Starych Żukowicach koło Tarnowa.
- 2002 roku powstała „Polska Liga Western i Rodeo”, stowarzyszenie zajmujące się promowaniem westu rekreacyjnego i sportowego.

## Sprzęt
W jeździe w stylu Western riding, używa się innego sprzętu, niż w stylu klasycznym. Siodło westernowe (a właściwie kulbaka westernowa) jest głębsze od tradycyjnego i ma wysokie łęki, zapewniające wygodny dosiad i oparcie podczas pracy z lassem. Posiada ono z przodu tzw. horn (róg) służący do przytrzymania się w przypadku gwałtownych manewrów oraz do wiązania liny w konkurencjach z cielakami.
Istnieje cała gama siodeł kowbojskich, różniących się masą, głębokością i rozmiarem rożka, dobieranych w zależności od czasu i terenu użytkowania. Wzór siodła zależy od rodzaju jazdy: inne do pracy z lassem, inne do wydzielania krów ze stada, jeszcze inne w różnych dyscyplinach sportowych. Istnieją także siodła typu wszechstronnego oraz do pracy na ranczach.
Siodła kowbojskie często są zdobione. Skórę wytłacza się w roślinne wzory i okuwa mosiądzem lub srebrem. Na południowym zachodzie Stanów Zjednoczonych strzemiona okrywano dodatkowo tzw. tapaderos – rodzajem skórzanego pokrowca chroniącego buty przed kolczastymi krzewami, deszczem i śniegiem.
W jeździe westernowej stosuje się przeważnie kiełzno typu pelham. Przy doborze odpowiedniego kiełzna, należy pamiętać o różnorodności ich budowy i funkcjonalności. Istotnymi cechami są długość i kształt czanek, oraz kształt wędzidła. W stylu western stosuje się również bosal (do szkolenia młodych koni) i hackamore, bezwędzidłową uzdę działającą przy pomocy dźwigni na żuchwę konia. W trakcie zawodów, jeździec jest ubrany w jeansy, koszule z długim rękawem oraz kapelusz. Elementem opcjonalnym są czapsy.

## Konkurencje
Na przestrzeni lat, z typowo roboczego użytkowania koni, rozwinęła się dziedzina sportów pod patronatem American Quarter Horse Association (AQHA) i pokrewnych jej organizacji oraz Professional Rodeo Cowboy Association (PRCA), Cowboy Mounted Shooting Association (CMSA) i Extreme Cowboy Association (EXCA).  Konkurencje Western riding można podzielić na 3 grupy: techniczne, szybkościowe oraz konkurencje z bydłem.

### Konkurencje techniczne
W konkurencjach tzw. westu sportowego najważniejsze jest zaprezentowanie technicznych możliwości konia oraz dokładność wykonania zadań. Najważniejsze konkurencje to:
- reining (jedyna westernowa konkurencja uznana przez FEI)
- super horse
- trail
- western horsemanship

### Konkurencje szybkościowe

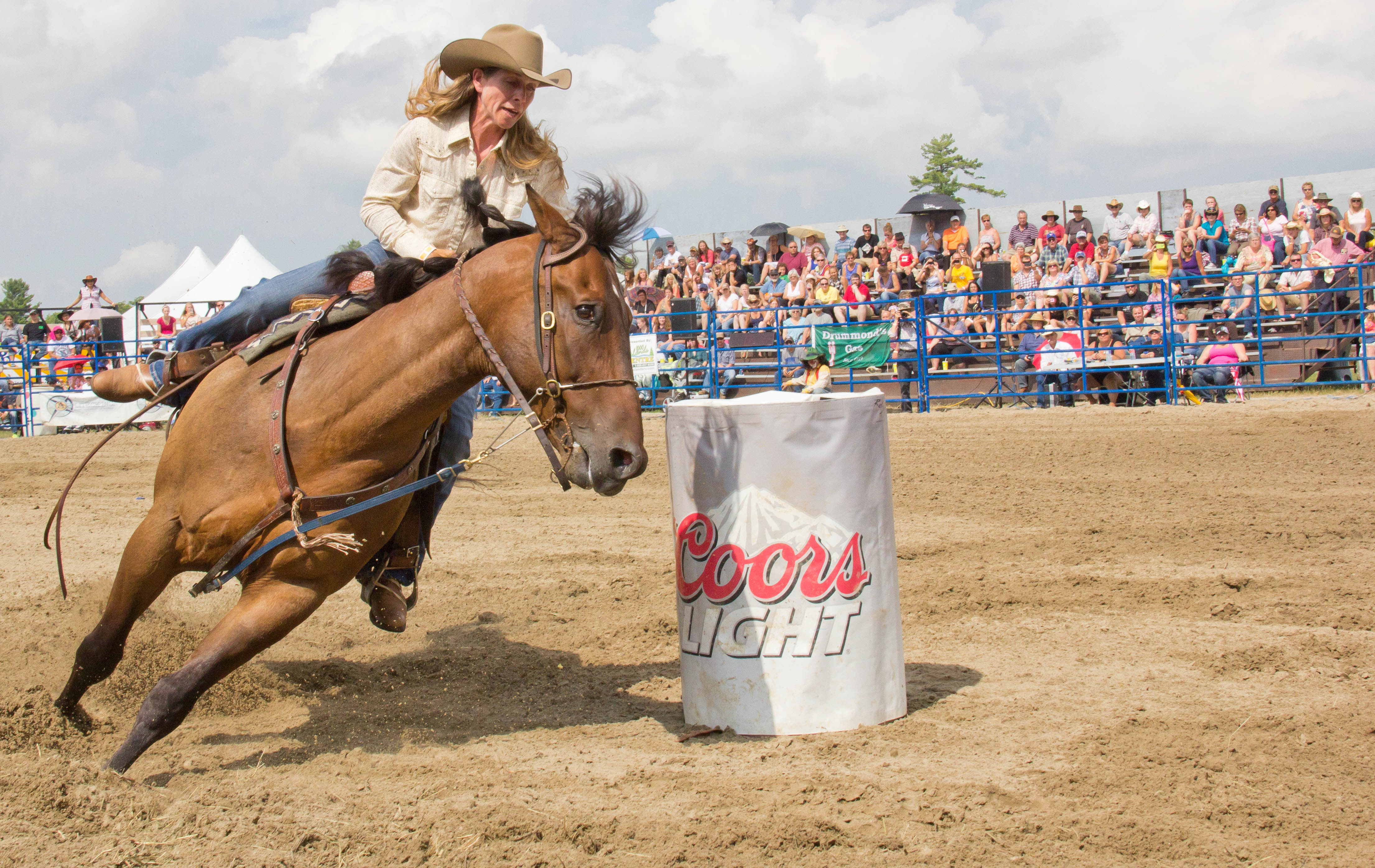
Koń z jeźdźcem w trakcie startu w konkurencji barrel racing

Konkurencje szybkościowe rozgrywane są na czas. Szybkość przejazdy konia decyduje o wygraniu danej konkurencji. W ich skład wchodzą:
- barrel racing
- pole bending

### Konkurencje z bydłem
Są to konkurencje rozgrywane z różnego rodzaju bydłem domowym; jego wielkość i wiek zależy od konkretnej konkurencji. Wśród nich znajdują się:
- alley
- calf roping
- cutting
- ranch sorting
- working cow horse
- steer wrestling
- steer wrestling – zmodyfikowany
- team penning

### Konkurencje nietradycyjne
- Extrema Cowboy Race – bieg terenowy połączony z przeszkodami i zadaniami z konkurencji superhorse
- Cup Race – trudniejsza wersja barrel race; oprócz szybkości istotnym elementem jest precyzja kierowania w pełnym galopie oraz zgranie konia z zawodnikiem; występuje tutaj strefa i czynnik dyskwalifikacji
- Keyholle Race – konkurencja na czas wykorzystująca elementy z reiningu
- Shooting Race – konkurencja strzelecko-jeździecka

## Rodeo
Western riding jest bardzo ściśle powiązany z zawodami rodeo, w trakcie których wykorzystuje się konie szkolone w tym stylu jazdy. W trakcie zawodów rodeo, istotna jest dodatkowa umiejętność pracy z bydłem, rzucania lassem, czy ujeżdżanie koni i byków.

## Rasy koni
Typowe konie wykorzystywane w Western riding to:
- Quarter Horse
- Paint Horse
- Palomino
- Pinto
- Appaloosa

## Organizacje
Western riding jest sportem, mającym swoje korzenie w Ameryce Północnej, co spowodowało przyjęcie modelu związków sportowych typowego dla Stanów Zjednoczonych, czyli istnienia wielu konkurencyjnych organizacji zajmujących się organizowaniem zawodów i rozwoju sportów. Główne związki sportowe zajmujące się konkurencjami Western:
- polskie:
  - Polska Liga Western i Rodeo
  - Stowarzyszenie Sportowe Western Riders
  - Polish Quarter Horse Association
  - Wielkopolski Klub Miłośników Jazdy Western – Vaqueros
- międzynarodowe:
  - American Quarter Horse Association
  - National Reining Horse Association
  - Extreme Cowboy Association
  - Cowboy Munted Shooting Association

W związku z tym, że reining jest pokazową dyscypliną olimpijską, przeprowadzaniem jej zajmuje się również Międzynarodowa Federacja Jeździecka.